# Lomitapide
Le lomitapide est une molécule en cours de développement en tant que médicament dans les cas d'hypercholestérolémie familiale.

## Mode d'action
C'est un inhibiteur de la MTTP (microsomal triglycerid transfer protein), ce dernier participant à l'assemblage de différentes lipoprotéines.

## Pharmacologie
Sa demi-vie est de 29 h, l'effet maximal sur le LDL-cholestérol étant obtenu en une quinzaine de jours.
La molécule est métabolisée par le CYP3A4, tout en étant inhibiteur de ce dernier, avec les interactions médicamenteuses qui en découlent.

## Efficacité
En cas d'hypercholestérolémie familiale, il permet une diminution importante du cholestérol LDL.
En cas d'hypercholestérolémie non familiale, la baisse du LDL est dose dépendante, pouvant atteindre 30 %, avec un effet synergique avec l'ézétimibe.
Il existe une discrète diminution du taux de HDL-cholestérol qui n'est que transitoire.

## Effets secondaires
Ils sont essentiellement de type gastro-intestinal, probablement secondaires à une augmentation de la concentration en triglycérides dans les entérocytes. Ces troubles sont essentiellement transitoires. Il peut exister une élévation du taux des transaminases hépatiques avec une augmentation de la concentration en triglycérides dans les hépatocytes.